# Phenacodus
Phenacodus là một chi tuyệt chủng động vật có vú từ cuối thế Paleocen qua thế Eocen, khoảng 55 triệu năm trước. Nó là một trong những loài động vật có móng guốc sớm nhất và nguyên thủy nhất, tiêu biểu cho họ Phenacodontidae và bộ Condylarthra.

## Mô tả

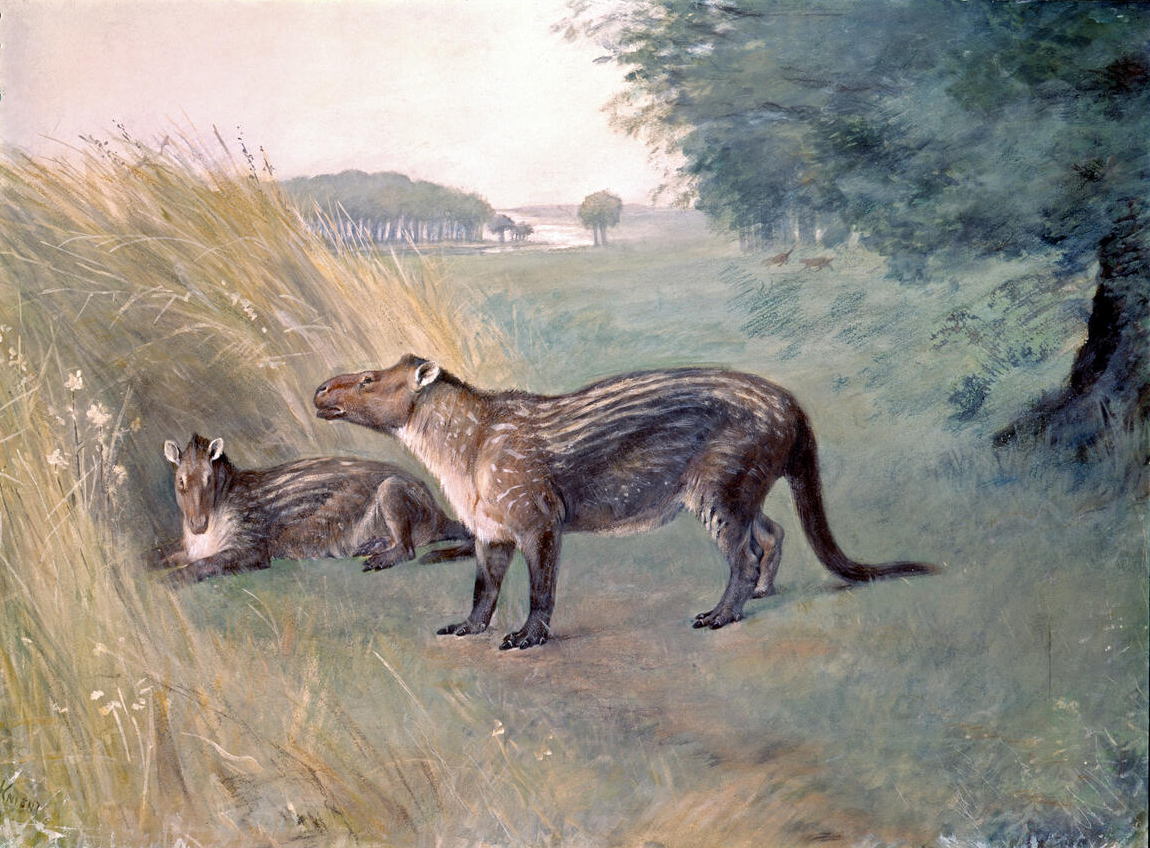
Restoration by Charles R. Knight

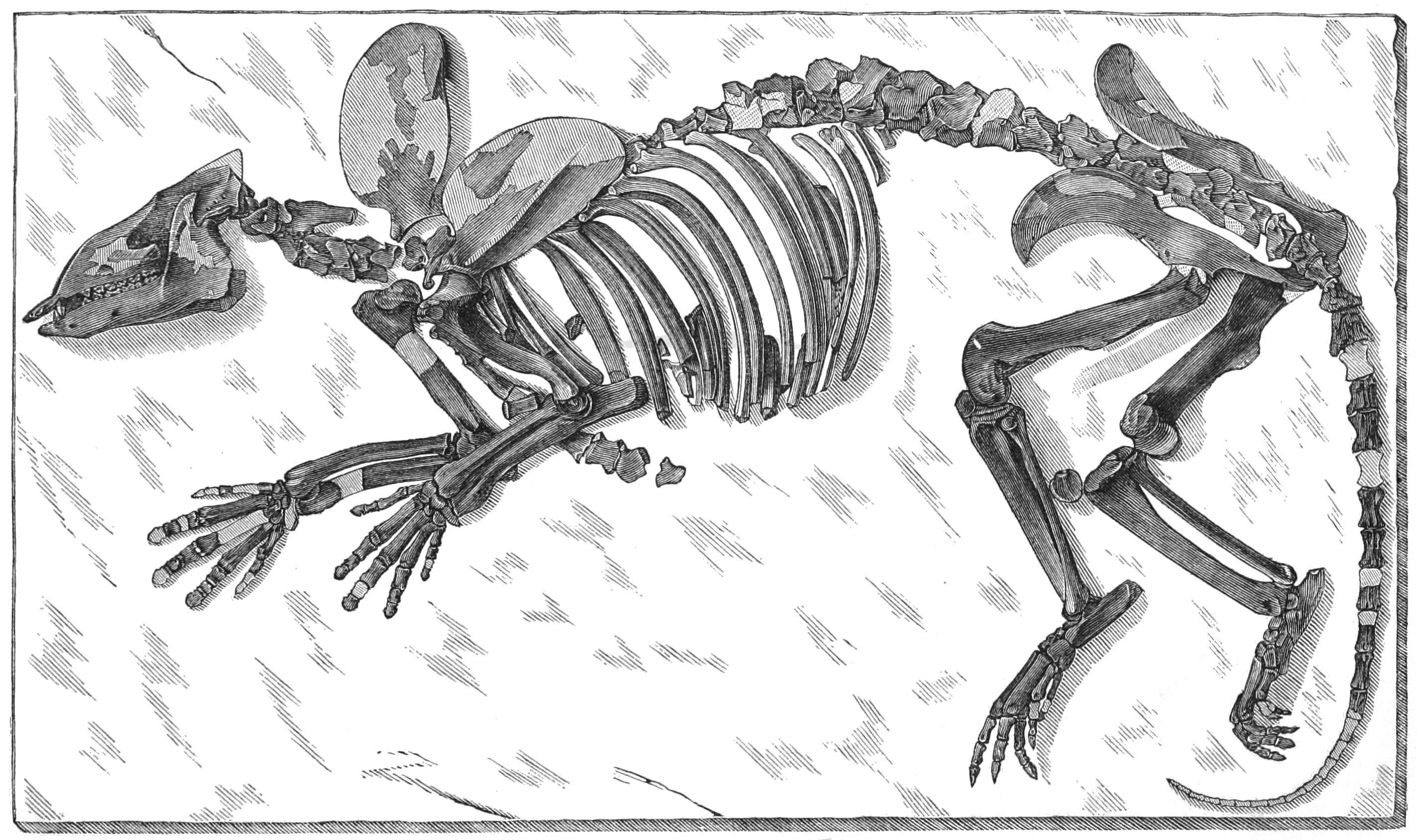
Skeleton of Phenacodus primaevus.

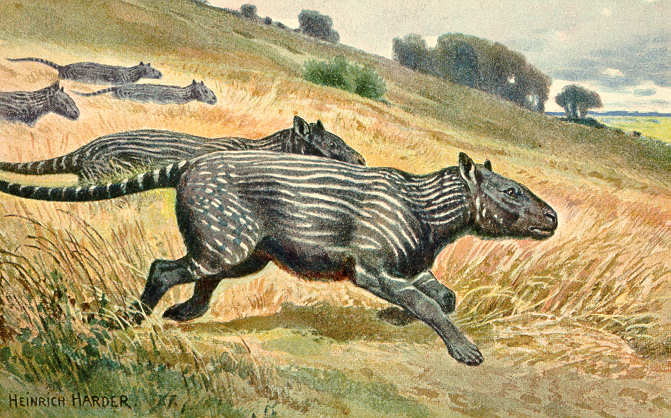
Restoration by Heinrich Harder

Loài điển hình Phenacodus primaevus là một động vật có móng tương đối nhỏ dài khoảng 1,5 m (5 ft) và nặng đến 56 kg, với mỗi chi thẳng kết thúc bằng năm ngón chân đầy đủ, và chúng đi bằng đầu ngón như heo vòi hiện đại. Ngón chân giữa lớn nhất, và trọng lượng cơ thể được nâng đỡ chủ yếu bởi ngón giữa và hai ngón liền kề, mà dường như ngón chân đã được bọc trong guốc, báo hiệu trước loại chân ba móng guốc phổ biến trong bộ guốc lẻ và một số nhóm động vật móng guốc đã tuyệt chủng.